# Rouzbeh Cheshmi
Rouzbeh Cheshmi (persan : روزبه چشمی), né le 24 juin 1993, est un footballeur international iranien. Il évolue au poste de milieu défensif ou de défenseur central à l'Esteghlal FC.

## Biographie

### Carrière internationale
Rouzbeh Cheshmi est régulièrement sélectionné dans les catégories de jeunes, des moins de 17 ans jusqu'aux moins de 23 ans. Avec les moins de 19 ans, il participe au championnat d'Asie des moins de 19 ans en 2012 (en). Lors de cette compétition, il marque un but contre le Koweït (ar). L'Iran s'incline en quart de finale contre la Corée du Sud.
Le 31 août 2017, il honore sa première sélection contre la Corée du Sud lors d'un match des éliminatoires de la Coupe du monde de 2018. Lors de ce match, Rouzbeh Cheshmi entre à la 76e minute de la rencontre, à la place de Vahid Amiri. La rencontre se solde par un match nul et vierge (0-0).
Le 4 juin 2018, il fait partie de la liste des 23 joueurs iraniens sélectionnés pour disputer la Coupe du monde en Russie. Le 15 juin 2018, il dispute sa première rencontre de coupe du monde contre le Maroc, lors d'une victoire 1-0 des iraniens. Le 18 juin 2018, la Fédération iranienne de football annonce cependant que Rouzbeh Cheshmi doit renoncer à participer à la suite du Mondial après s'être blessé à l'entraînement.
Le 13 novembre 2022, il est sélectionné par Carlos Queiroz pour participer à la Coupe du monde 2022.

## Statistiques

### Buts internationaux
| 0   | Date             | Lieu                                  | Compétition                            | Résultat | Adversaire     | Détail | Détail        | Détail | Sél. |
| --- | ---------------- | ------------------------------------- | -------------------------------------- | -------- | -------------- | ------ | ------------- | ------ | ---- |
| 1er | 19 mai 2018      | Stade Azadi, Téhéran, Iran            | Match amical                           | V 1-0    | Ouzbékistan    | 17e    | de la tête    | 1-0    | 8e   |
| 2e  | 25 novembre 2022 | Stade Ahmad-ben-Ali, Al Rayyan, Qatar | Premier tour de la Coupe du monde 2022 | V 0-2    | Pays de Galles | 90+8e  | du pied droit | 0-1    | 22e  |

## Palmarès

### En club
| Esteghlal Téhéran - Coupe d'Iran - Vainqueur en 2018 (en) - Championnat d'Iran - Champion en 2022 - Supercoupe d'Iran - Vainqueur en 2022 (en) |

### Distinction personnelle
- Homme du match contre le pays de Galles lors de la Coupe du monde 2022